# اوووشتارتسی
اوووشتارتسی (به بلغاری: Ovoshtartsi) یک منطقهٔ مسکونی در بلغارستان است که در شهرستان گابروو واقع شده‌است.